# Kasteel Groenhoven

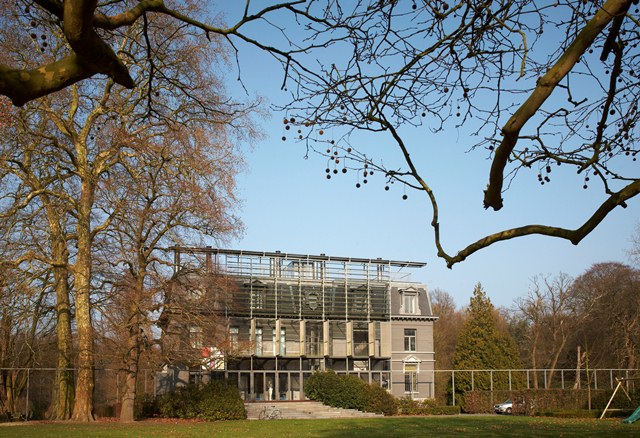
Kasteel Groenhoven

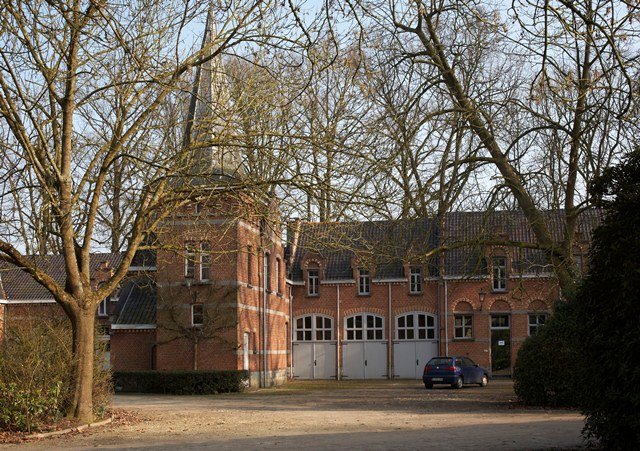
Bijgebouwen

Kasteel Groenhoven (ook: Kasteel Groenhof) is een kasteel te Malderen, deelgemeente van Londerzeel in de Belgische provincie Vlaams-Brabant. Het ligt in een beschermd natuurgebied van 100 hectare en bevindt zich aan Groenhof 1-2 en 3.

## Hendrik van Marselaer
In 1138 werd al een Hof van Marselaer vermeld, maar historici betwisten, of dat wel te Malderen lag. De allereerste onbetwiste vermelding stamt uit het jaar 1312. "Hendrik van Marselaer heeft het Hof van Marselaer te Malderen dat bestaat uit een woning, een hoeve, een watermolen genaamd de “Quaden Molen”, 36 bunder land en 11 leenmannen". De allereerste vermelding van Malderen als “Mahl” stamt van 1125. Er moet dus toen al een watermolen op de Molenbeek hebben gestaan.

## Hendrick van den Broecke
In 1321 ging het goed over naar Egidius van Nursen. In 1350 ging het naar Hendrick van Ursene, genaamd van den Broecke. Broek betekent moeras, bijvoorbeeld ook in Brussel = Broekzele = nederzetting aan het moeras. Het kasteel ligt nu nog altijd aan de Broekstraat, wat hiernaar verwijst. In 1406 liet Jan van den Broecke een windmolen bouwen. Op 22 september 1488 verwoestten troepen uit Mechelen het hof. Op 8 juli 1514 kocht Adolf Herdinck het Hof te Broecke met de Herbodinnemolen (watermolen) en de heidemolen (windmolen).

## Pierre le Cocq
Het kasteel Groenhoven kwam in de 16e eeuw in handen van de familie le Cocq, die een haan in hun wapenschild voerden. In augustus 1584 deed Pierre le Cocq grachten rondom het kasteel graven om het te beschermen tegen violentie en roverijen door soldaten van Alexander Farnese. Een ets van Jacobus Harrewijn uit 1699 toont, hoe het er toen uitzag.

## Afbraak en heropbouw
In 1770 werd het kasteel afgebroken en vervangen door het huidig gebouw. Het oorspronkelijk kasteel stond op de plaats waar nu de vijver ligt. Na de Franse Revolutie in 1789 kwam het kasteel door aankoop in de handen van Catharina Josefa van der Fosse (Mechelen 4/10/1775 - Sint-Joost-ten-Noode 18/1/1862). Zij was gehuwd met burggraaf Antoine de Beughem de Houthem en was een zus van Hyacinthe van der Fosse, provinciaal gouverneur van West-Vlaanderen, Henegouwen en Zuid-Brabant en van Alexandre François Ghislain van der Fosse, provinciaal gouverneur van Noord-Brabant en Antwerpen.

## Het koetsenhuis
Door het huwelijk van Emilie - de kleindochter van de burggraaf - kwam het Kasteel Groenhoven in 1863 in bezit van de adellijke familie de Peñaranda. In 1883 plaatsten de heren de Peñaranda in de warande verborgen schietgeweren en wolfijzers tegen stropers. De Peñaranda’s bouwden een bijkomende vleugel rechts aan het kasteel, vandaar de asymmetrie nu. De Peñaranda's bouwden in 1893 ook een bijgebouw met stallingen en een koetsiershuis.

## De kapel
Op 1 december 1888 verleed notaris Ruydts een akte waarbij het kasteel overging naar Marie Charles Antoine Ghislaine de Peñaranda. Hij was gehuwd met Pauline Ghislaine Marie Joséphine, kortweg bekend als Paula Jooris. Zij beloofde op het domein een kapel te laten bouwen ter ere van Onze-Lieve-Vrouw van Lourdes als ze maar genas van haar ziekte. Ze genas en deed haar woord gestand in 1900. In 1995 diende de kapel als locatie voor de televisieserie Ons geluk naar het verhaal van Gerard Walschap, die ook van Londerzeel was.

## Hendrik Seghers
In 1963 kocht de ondernemer Hendrik Seghers het kasteel Groenhoven. Hij liet de tuinarchitect Jacques Wirtz het park rondom heraanleggen. Tussen 1996 en 1999 vernieuwden architecten waaronder Claire Bataille en Philippe Samyn het gebouw om er een kasteel voor de 21e eeuw van te maken. Ze besteedden veel aandacht aan ecologie en aan domotica. Het kasteel bezit een helofytenfilter om met riet en waterplanten afvalwater van 25 inwoners te zuiveren, gebruikt regenwater voor sanitair en zonne-energie voor opwarming van water tot 45 °C en om 3 kilowatt elektriciteit op te wekken. Opmerkelijk in dit verhaal : de watermolen uit de middeleeuwen wekte reeds duurzame energie op. Landschapsarchitect Erik Dhont heeft het parkdomein en de omgeving rond het kasteel aangepast met groene kamers voor eigenheid en privacy. De vijverpartij en waterval in het verlengde van het kasteel laten toe om als het ware "over het water te lopen".
Het Kasteel Groenhoven diende van 2003 tot 2011 voor bedrijfsevenementen en bruiloften. De bruiloft in de film Loft en de televisiereeks Moeders & dochters zijn er gedraaid. In het kasteel was ook een kunstverzameling ondergebracht met onder meer twee werken van Peter Paul Rubens. Het koetsenhuis van 1893 huisvestte een dagkliniek voor behandeling van onder meer chronischevermoeidheidssyndroom waar onder meer dr. Jutta Borms werkte.

## Te koop/verkocht
Sinds 2011 stond het kasteel te koop. Het is op 13 maart 2012 verkocht voor € 3,05 miljoen. Het kasteel kwam in 2013 opnieuw te koop voor € 4,5 miljoen. Tina Turner zou belangstelling getoond hebben. De prijs is gezakt naar € 3,2 miljoen. In afwachting van verkoop bewoonden vijf mensen het kasteel tegen een vergoeding van € 240 per maand per persoon.
Sinds april 2017 is het kasteel terug in privé handen en worden zowel tuin als gebouwen in ere hersteld.
Eind 2022 is het kasteel opnieuw verkocht aan een nieuwe eigenaar.
Het tuinfeest in de eerste aflevering van Arcadia (televisieserie) werd er gedraaid.